# Scyliorhinus hesperius
Espèce
Répartition géographique
Statut de conservation UICN

 DD  : Données insuffisantes
Scyliorhinus hesperius est une espèce de requins.